# Hoedillus sexpunctatus
Genre
Espèce
Hoedillus sexpunctatus, unique représentant du genre Hoedillus, est une espèce d'araignées aranéomorphes de la famille des Zoropsidae.

## Distribution
Cette espèce se rencontre au Guatemala et au Nicaragua.

## Description
La femelle holotype mesure 10 mm.

## Systématique et taxinomie
Ce genre a été placé dans la famille des Zoropsidae par Leister et Miller en 2016.

## Publication originale
- Simon, 1898 : Histoire naturelle des araignées. Paris, vol. 2, p. 193-380 (texte intégral).